# 648709 Angissimo
648709 Angissimo è un asteroide della fascia principale. Scoperto nel 2010, presenta un'orbita caratterizzata da un semiasse maggiore pari a 2,2871073 au e da un'eccentricità di 0,1304621, inclinata di 2,68524° rispetto all'eclittica.
Dal 18 marzo 2024 al 9 aprile 2024, quando 652031 Szczepaniak ricevette la denominazione ufficiale, è stato l'asteroide denominato con il più alto numero ordinale. Prima della sua denominazione, il primato era di 638676 Žižek.
L'asteroide è dedicato all'omonima orchestra sinfonica di Angers, precedentemente al 2014 nota come Orchestre Symphonique César Franck.